# Siphlophis ayauma
Siphlophis ayauma — вид змій родини полозових (Colubridae). Ендемік Еквадору.

## Поширення і екологія
Siphlophis ayauma мешкають на східиних схилах Еквадорських Анд, від Тунґурауа на південь до Самори-Чинчипе. Вони живуть у вологих тропічних лісах в горах і передгір'ях. на висоті від 1250 до 2200 м над рівнем моря. Ведуть нічний, деревний спосіб життя.